# Yelena Grachova
Yelena Valérievna Grachova (en ruso: Елена Валерьевна Грачёва; Rybinsk, URSS, 9 de noviembre de 1976) es una deportista rusa que compitió en tiro con arco, en la modalidad de arco recurvo.
Ganó una medalla de bronce en el Campeonato Mundial de Tiro con Arco al Aire Libre de 2005 y una medalla de bronce en el Campeonato Europeo de Tiro con Arco en Sala de 2000, ambas en la prueba de equipo.

## Palmarés internacional
| Campeonato Mundial al Aire Libre | Campeonato Mundial al Aire Libre | Campeonato Mundial al Aire Libre | Campeonato Mundial al Aire Libre |
| Año                              | Lugar                            | Medalla                          | Prueba                           |
| -------------------------------- | -------------------------------- | -------------------------------- | -------------------------------- |
| 2005                             | Madrid (España)                  | Medalla de bronce                | Equipo                           |
| Campeonato Europeo en Sala       |                                  |                                  |                                  |
| Año                              | Lugar                            | Medalla                          | Prueba                           |
| 2000                             | Spała (Polonia)                  | Medalla de bronce                | Equipo                           |